# Gimnasia y Esgrima (Comodoro Rivadavia)

Foto do time Gimnasia y Esgrima de Comodoro Rivadavia.

O Gimnasia y Esgrima de Comodoro Rivadavia, mais conhecido como Gimnasia Indalo por motivos comerciais, é um clube de basquete, da província de Chubut, que disputa a Liga Nacional de Basquete (LNB) da Argentina. Seu uniforme é camisa verde e branca.
O clube foi fundado em 13 de fevereiro de 1919 como Club Gimnasia y Esgrima na maior cidade da Patagônia argentina.
O clube foi o primeiro campeão da Província, em 1941, em torneio organizado pela Federação de Basquete de Chubut. Também foi pioneiro nas disputas de tênis na região patagônica.
Desde 1992, é o único representante da região da Patagônia na LNB, Primeira Divisão do basquetebol argentino. Antes, em 1989, consagrou-se Campeão da Liga Nacional B, equivalente à Segunda Divisão do basquetebol do país.
O primeiro grande desempenho veio com um 3º lugar no campeonato argentino da temporada 1999-2000, o que lhe deu direito de disputar a Liga Sul-Americana. Posteriormente, consagrou-se Campeão da Liga Nacional de Basquete na temporada 2005-2006.
Em julho de 2011, o Grupo Indalo, uma empresa com sede em Comodoro Rivadavia, fez uma contribuição financeira para a instituição, a fim de continuar na Liga Nacional de Basquete e a liberação de dívidas que ele tinha. Para a temporada 2011/12, a equipe ficou conhecida Gimnasia Indalo.